# Paepalanthus barbulatus
Paepalanthus barbulatus är en gräsväxtart som beskrevs av Theodor Carl Karl Julius Herzog. Paepalanthus barbulatus ingår i släktet Paepalanthus och familjen Eriocaulaceae. Inga underarter finns listade i Catalogue of Life.